# Horsfieldlerche
Die Horsfieldlerche (Mirafra javanica), auch Horsfield-Lerche geschrieben, ist eine Art aus der Familie der Lerchen. Ihr Verbreitungsgebiet reicht von Südostasien bis nach Australien. Sie ist neben der dort eingeführten Feldlerche die einzige Art aus dieser Familie, die auf dem australischen Kontinent vorkommt. Die deutsche Bezeichnung ehrt Thomas Horsfield (1773–1859), einen  britischen Arzt, Zoologen und Botaniker, der diese Art als erster wissenschaftlich beschrieb.

## Merkmale
Die Horsfieldlerche erreicht eine Körperlänge von 12,5 bis 15,0 Zentimetern, wovon 4,5 bis 5,5 Zentimeter auf den Schwanz entfallen. Sie wiegt etwa 20 Gramm. Es besteht kein auffallender Geschlechtsdimorphismus.
Die Horsfieldlerche ist auf der Oberseite je nach Unterart rötlich, rötlichgrau bis schwarzbraun oder sandfarben. Die Schwingen sind hell gesäumt. Die Körperunterseite ist hell rötlich bis beige, die Brust dunkelbraun gesprenkelt. Der Schwanz ist braun. Der Schnabel ist gelblich hornfarben bis braun, die Füße sind je nach Unterart hell fleischfarben bis bräunlich fleischfarben. Die Iris ist braun.
Der lerchentypische Gesang, der aus einer Serie von variablen Phrasen besteht, wird vom Boden aus oder im Flug vorgetragen. Die Horsfieldlerche zählt zu den Lerchenarten, die andere Vogelarten imitieren – bei ihr wurden über ein Dutzend Imitationen von Gesängen anderer Vogelarten festgestellt.

## Verbreitungsgebiet und Lebensraum

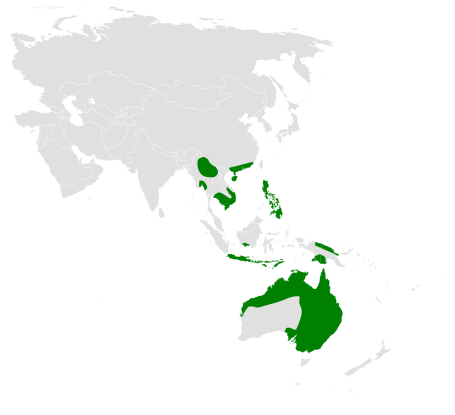
Verbreitungsgebiet (grün) der Horsfieldlerche

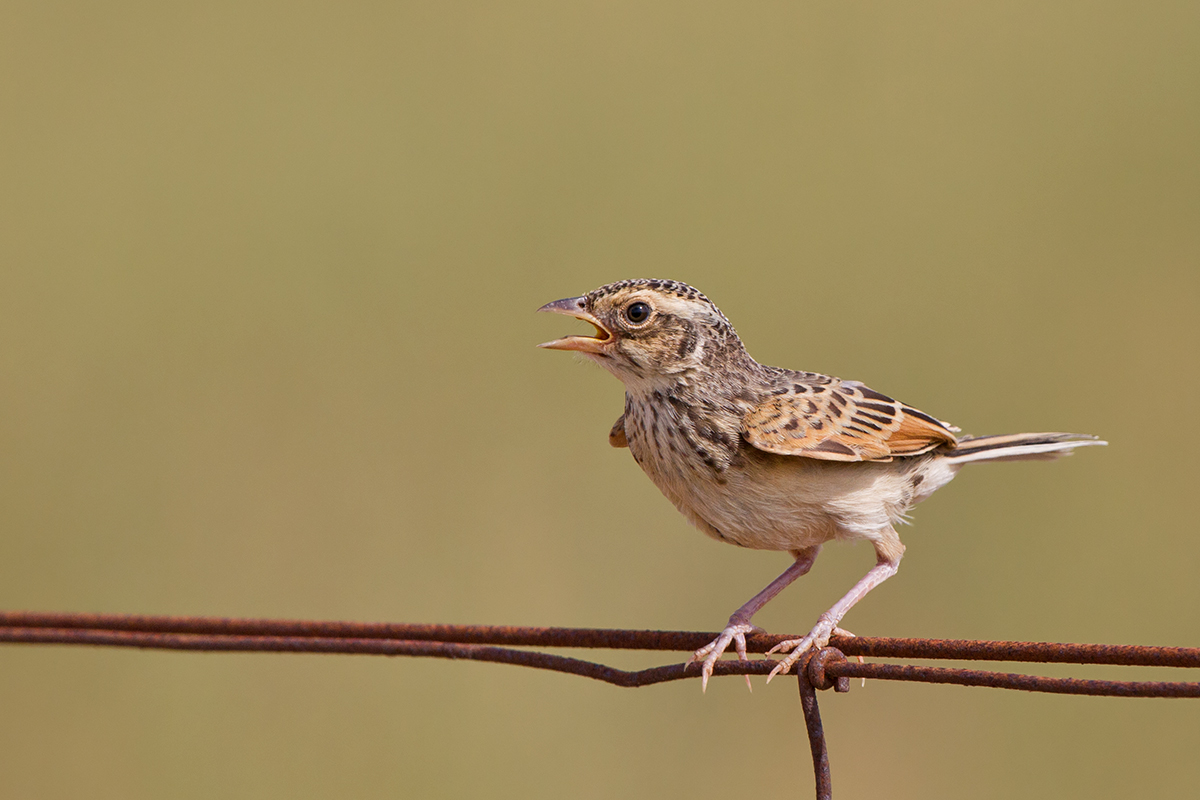
Horsfieldlerche

Die Horsfieldlerche kommt von Myanmar und Südchina über Thailand, die Philippinen, Borneo, Java, Bali und Neuguinea bis nach Australien vor.
Ihr Lebensraum ist Grasland, das mit niedrigen Büschen bestanden ist, sowie schütter bestandenes Busch- und Waldland. Sie besiedelt außerdem die Feldränder entlang von Agrarflächen, die mit Hülsenfrüchten und Getreide bestellt sind. Sie ist in weiten Teilen ihres Verbreitungsgebietes ein Stand- und Strichvogel. Im Süden Australiens ist sie ein Zugvogel, der vermutlich an der Ostküste überwintert.

## Fortpflanzung
Die Horsfieldlerche brütet im Süden Australiens von November bis Januar. Wie alle Lerchen ist sie ein Bodenbrüter, der ein napfförmiges Nest unter Grasbüscheln baut. Gelegentlich sind diese Nester auch ganz oder teilweise mit Gräsern überwölbt. Das Gelege besteht in der Regel aus drei, in Ausnahmefällen aus zwei oder vier Eiern. Die Eier sind weißlich und weisen feine graubraune Tupfen auf.

## Unterarten
Es werden 16 Unterarten unterschieden:
- M. j. williamsoni Baker, ECS, 1915 – von Myanmar bis Südchina, Thailand, Kambodscha, Teile Vietnams.
- M. j. philippinensis Wardlaw-Ramsay, 1886 – Norden der Philippinen
- M. j. mindanensis Hachisuka, 1931 – Süden der Philippinen
- M. j. javanica Horsfield, 1821 – Borneo, Java und Bali
- M. j. parva Swinhoe, 1871 – Westen der Kleinen Sundainseln
- M. j. timorensis Mayr, 1944 – Osten der Kleinen Sundainseln
- M. j. aliena Greenway, 1935 – Norden und Nordosten Neuguineas
- M. j. woodwardi Milligan, 1901 – Äußerster Nordwesten Australiens
- M. j. halli Bianchi, 1907 – Nördliches Westaustralien
- M. j. forresti Mayr & McEvey, 1960 – Nördliches Ostaustralien
- M. j. melvillensis Mathews, 1912 – Besiedelt die australischen Inseln Melville Island und Bathurst Island
- M. j. soderbergi Mathews, 1921 – Nordaustralien
- M. j. rufescens Ingram, W, 1906 – Mitte Australiens
- M. j. athertonensis Schodde & Mason, IJ, 1999 – Nordosten Australiens
- M. j. horsfieldii Gould, 1847 – Osten und Südosten Australiens
- M. j. secunda Sharpe, 1890 – Südaustralien.

## Einzelbelege
1. ↑  Pätzold: Die Lerchen der Welt. S. 35.
2. 1 2   Pätzold: Die Lerchen der Welt. S. 36.
3. 1 2   Pätzold: Die Lerchen der Welt. S. 37.
4. ↑  IOC World Bird List 6.4. In: IOC World Bird List Datasets. doi:10.14344/ioc.ml.6.4 (englisch, worldbirdnames.org).